# Šachovskoj rajon
Il Šachovskoj rajon (in russo Шаховской район?) era un rajon dell'Oblast' di Mosca, nella Russia europea; il capoluogo era Šachovskaja. Istituito nel 1929, ricopriva una superficie di 1 211 chilometri quadrati e nel 2010 ospitava una popolazione di circa 24 000 abitanti.